# Geen rook
Geen rook is het 138ste stripverhaal van De Kiekeboes. De reeks wordt getekend door striptekenaar Merho. Het album verscheen op 23 oktober 2013.

## Verhaal
Alanis doet mee aan een realityprogramma op televisie. Ze is plots een echte beroemdheid, inclusief foto’s op magazinecovers en een bekend lief. Jens, de ex van Fanny, doet onderzoek naar illegale sigaretten en komt voor hete vuren te staan. Bovendien wordt hij smoorverliefd op Tomboy...

## Achtergronden bij het verhaal
- De albumcover is een knipoogje naar het Kuifje-album De juwelen van Bianca Castafiore.[1]
- De scène op pagina 3 waarbij twee kandidaten uit een luxeresort worden gewezen is een parodie op de verdrijving van Adam en Eva uit het paradijs, zoals weergegeven op het plafond van de Sixtijnse kapel, geschilderd door Michelangelo.[1]
- Het einde waarbij Chichi zich in een zwoele pose op een bed vlijt voor Firmin Van De Kasseien is een verwijzing naar Peter Paul Rubens' schilderij "De Kluizenaar en de Slapende Angelica" (1626).[1]
- Het dorp van de retraite (Ellendelede) is een verwijzing naar het West-Vlaamse dorp Lendelede, nabij Kortrijk.

## Bron
1. 1 2 3  https://www.stripspeciaalzaak.be/KCQvdDag.php